# La Mesa (Tijuana)
La delegación La Mesa es una demarcación territorial y administrativa del municipio de Tijuana, en Baja California, México, ubicada al centro geográfico de la ciudad. Es el principal distrito comercial y una de las zonas habitacionales más importantes de la ciudad.

## Historia
Esa área en el siglo XIX fue aprovechada para el pastoreo del ganado perteneciente a las familias Argüello y Bandini. Posteriormente se inició el cultivo de cereales, hortalizas, vides y frutales, con escasos resultados debido a la irregularidad de las lluvias. Por tal motivo se emprendió en marzo de 1928 la construcción de la Presa Rodríguez. Terminada esta en 1936, por el presidente Lázaro Cárdenas, se repartieron las tierras en forma de parcelas, estas fueron 219, distribuidas a igual número de familias, con las cuales se empezó a poblar La Mesa.

### Distrito de Riego No. 12
El Distrito de Riego No. 12 abarcó una extensión superficial de 1,200 hectáreas, se estableció en el valle del Río Tijuana y el Arrollo Alamar que forman una amplia meseta, de la cual proviene el nombre de La Mesa para esa área. Antes de establecerse el Distrito de Riego en la zona, se cultivó cebada y avena para el forraje demandado por el ganado equino que participaba en las carreras celebradas en el Hipódromo de Agua Caliente y que se realizaban dos veces al año, en invierno y en verano. En 1937 y en el contexto de la política de colonización, el Distrito de Riego No. 12 fue conferido al Banco Nacional de Crédito Agrícola quien tuvo la encomienda de colonizar, organizar y administrarlo. El Distrito de Riego se conformó por 219 parcelas cada una con un promedio de 4 hectáreas. Los usuarios se agruparon en las Sociedades Locales de Crédito Agrícola, sin embargo, también hubo propietarios libres. Los principales productos que se cultivaron fueron: Vid, alfalfa, cítricos, papa, hortalizas, maíz, frijol, chile y cebada. La Asociación de regantes del Distrito de Riego acató el Reglamento de Distribución de Aguas y Organización de Usuarios que el Banco Nacional de Crédito Agrícola había formulado para el servicio de distribución de aguas. Este distrito de riego contó con dos canales de distribución de agua que permitía la irrigación de las 219 parcelas, el canal del Norte tuvo una extensión de 2.6 km e irrigaba a 41 parcelas, el Canal del Sur tuvo una extensión del 10.5 km e irrigó a las 178 parcelas restantes.  

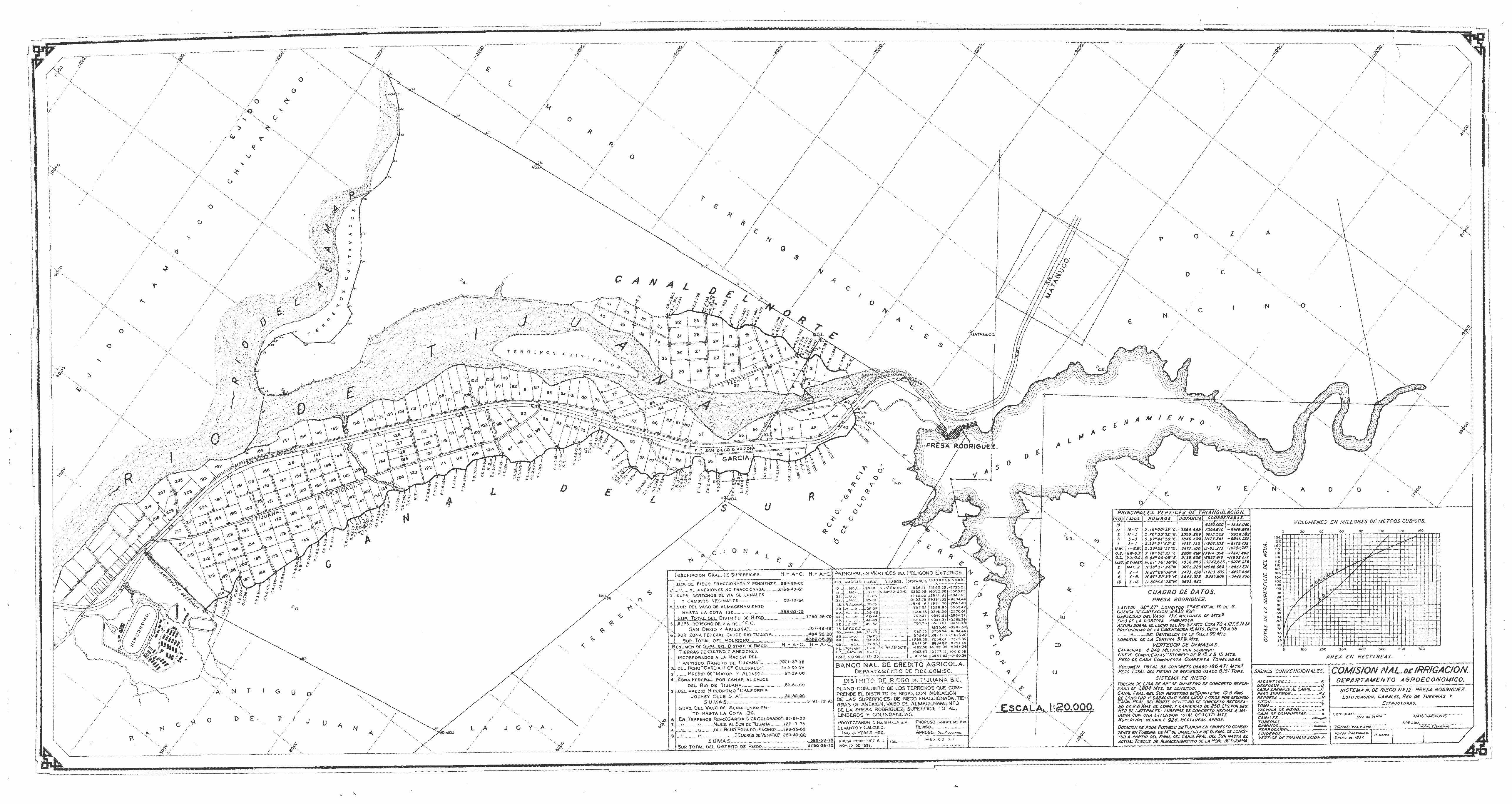
Plano del Distrito de Riego No. 12

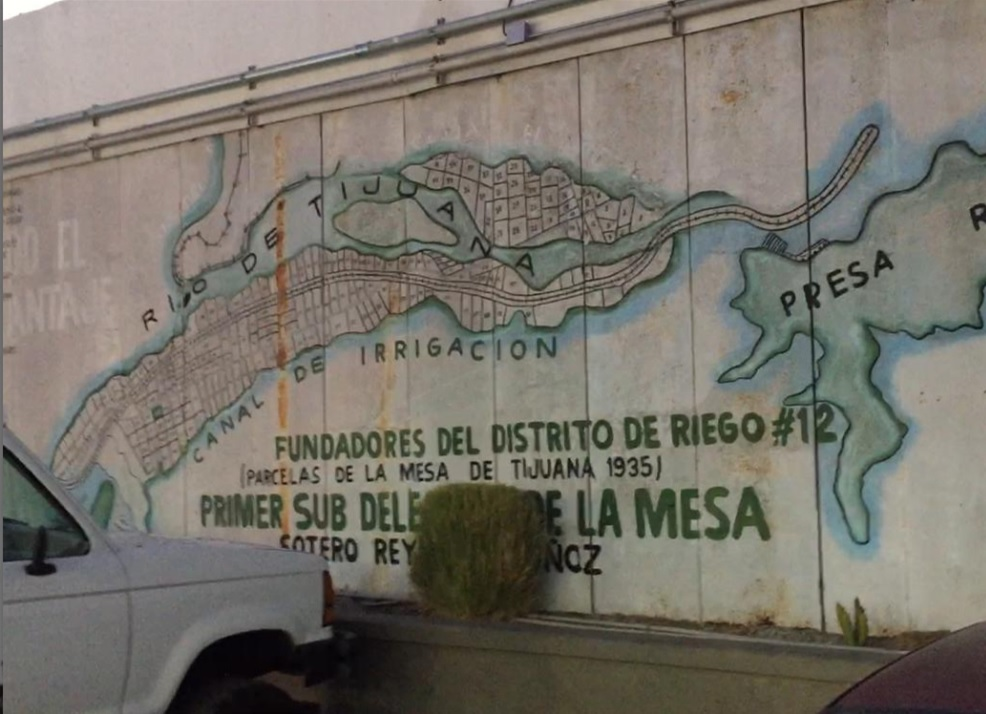
Representación pictórica en un mural relativo al padrón de usuarios del Distrito de Riego 12

Antes de que la delegación La Mesa fuera urbanizada, en el área operó un Distrito de Riego con su respectivo padrón de usuarios, como parte de las actividades agrícolas del Valle de Tijuana. En la actualidad, una sucursal de una despachadora de gasolina conserva en uno de sus muros laterales uno que representa el vaso de La Presa Abelardo L. Rodríguez y su respectivo sistema de canales que regaban la zona agrícola y cientos de parcelas de La Mesa. Cual testigo de la memoria colectiva, dicho mural es una de las escasas huellas de lo que anteriormente fue una pequeña zona agrícola dedicada a la cosecha de forrajes y otras actividades agropecuarias.

### Urbanización
Una prolongada sequía en los inicios de la década de los cincuenta, obligó a los poseedores de las parcelas a dejar de cultivar, optando por venderlas en forma de fraccionamientos independientes. Esto trajo como consecuencia que entre un fraccionamiento y otro no hubiera continuidad de calles ni manzanas. Cada fraccionamiento estaba aislado de los demás y su única conexión con el resto de la población era a través de la carretera Tijuana-Mexicali, en el tramo que actualmente corresponde al bulevar Díaz Ordaz. Así, la ciudad inició su crecimiento hacia el oriente, en sentido longitudinal a la referida carretera. 
Los primeros fraccionamientos autorizados por el gobierno del estado en esta zona, a partir de 1955, fueron: el “Alcalá”, al señor Aureliano Alcalá; el “Prado“, a Agustín Silveyra; el “Alicia Carrillo“, a Alicia Carrillo; el “Dimestein“, a Ricardo G. Peñalva; el ”Juárez”, a José Luis Juárez; el “López”, a Miguel López; el “Leos Montoya”, a Manuel Leos Montoya; y el “Reynoso”, a Sotero Reynoso. A fines de esta década, también se formaron los siguientes fraccionamientos: “Jardines de San Carlos”; la colonia “Baja California“; “Lomas Conjunto Residencial”, la ”Jalisco”; los “Pinos de Agüero”; el “Luna Park”; "Las Huertas" y la colonia “García", entre otras; todas creadas por familias, constructoras o bancos. 
En 1967 se autorizó e inició la construcción de la Calzada Díaz Ordaz. Dicha obra se inició desde la escuela “20 de noviembre”, hasta la curva frente a la negociación conocida como “Luna Park”. Comprendió cinco kilómetros de longitud, con ocho carriles de circulación de 3.3 metros de ancho cada uno, y un camellón central para jardinería y alumbrado público, dando una anchura total de 40 metros.
En la década de los 70, nuevos fraccionamientos fueron desarrollados en la zona entre ellos destacan:  ”Orizaba”, “Cortez”, “Chapultepec Alamar”, “Los Álamos”, “Jardines de La Mesa“ y las “Arboledas de La Mesa”.  A partir de entonces llegaron también inversiones comerciales en las vialidades principales de la delegación. "La Mesa" se ha visto en constante transformación social y debido a una gran cantidad de inversión privada, es también uno de los distritos comerciales más importantes de la ciudad.

## Paisaje Urbano
La delegación La Mesa colinda al norte con la delegación  Otay Centenario, al este con la delegación  Cerro Colorado, al sur con las delegaciones  Sánchez Taboada y  La Presa Este y al oeste con la delegación  Centro. 
El distrito está dividido naturalmente gracias al Río Tijuana, el cual corre de noroeste a sureste con una vía rápida en cada uno de sus costados, comunicando la delegación con otras zonas cercanas. 

### Barrios o colonias

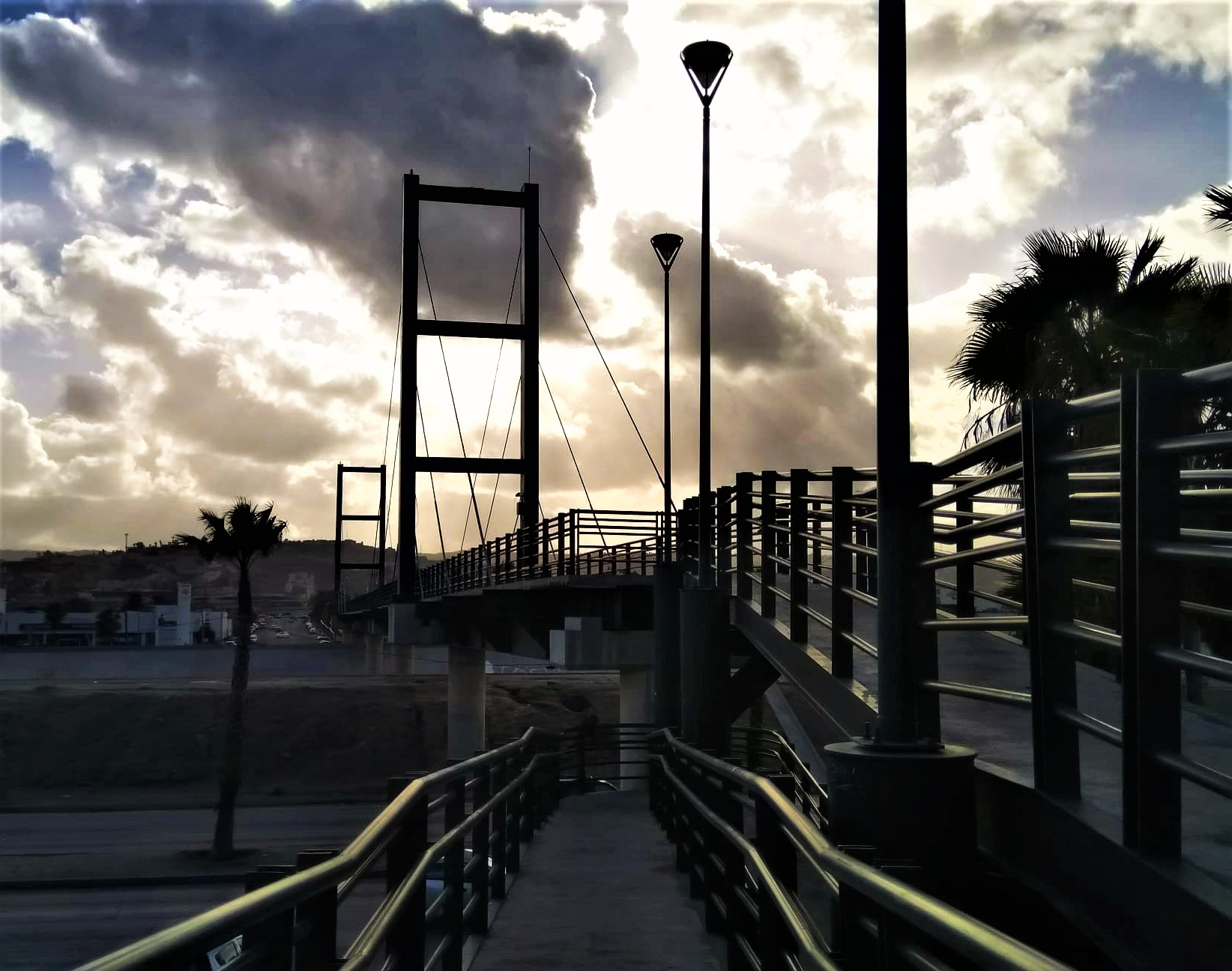
Puente peatonal en La Mesa

A diferencia de otras ciudades en el mundo, los barrios en México son colonias que no cuentan realmente con alguna autoridad gubernamental oficial, aunque en ocasiones se cuenta con alguna junta de colonos. Las colonias o fraccionamientos más conocidos de la delegación son las siguientes: 
Las Huertas, Los Santos, 20 de noviembre, Los Ángeles, 3ra Etapa Río Tijuana, Jalisco, Las Palmas, Villa Floresta, Los Pinos, y Buena Vista, entre otras.

### Lugares de interés
- Parque Morelos
- La 5 y 10
- Centro de las Artes Musicales
- Centro Estatal de las Artes
- Audiorama El Trompo
- Mercado de Abastos
- Unidad Deportiva Tijuana
- Auditorio Municipal
- Barrio Chino
- Gimnasio Ernesto “Pajarito” Ruiz
- Túnel No.1 Ferrocarril
- Arena Tecate
- Parque Esperanto

### Edificios o monumentos
- Parroquia de Nuestra Señora de Guadalupe
- Clínica #10 del IMSS
- Harinera El Rosal
- Monumento a Francisco Villa
- Monumento a los Niños Héroes
- Monumento a José María Morelos y Pavón
- La Iglesia de Jesucristo de los Santos de los Últimos Días
- Los Arcos de La Mesa

### Ocio y cultura
La delegación La Mesa concentra algunos espacio dedicados a la actividad cultural y de ocio de la ciudad de Tijuana, contando con centros comerciales, cines, teatros y donde se realizan principalmente los festivales culturales y cívicos. 

### Museos
- Museo El Trompo
- Museo Ámbar

### Cines y Teatros
Los cines y teatros en Tijuana son principalmente privados, algunos dedicados a la difusión del cine independiente y otros a la exhibición del cine comercial. La mayoría de los cines establecidos en la zona son de las principales cadenas nacionales. En cuanto a teatros, estos son espacios ofrecidos a la producción teatral independiente de la ciudad. 

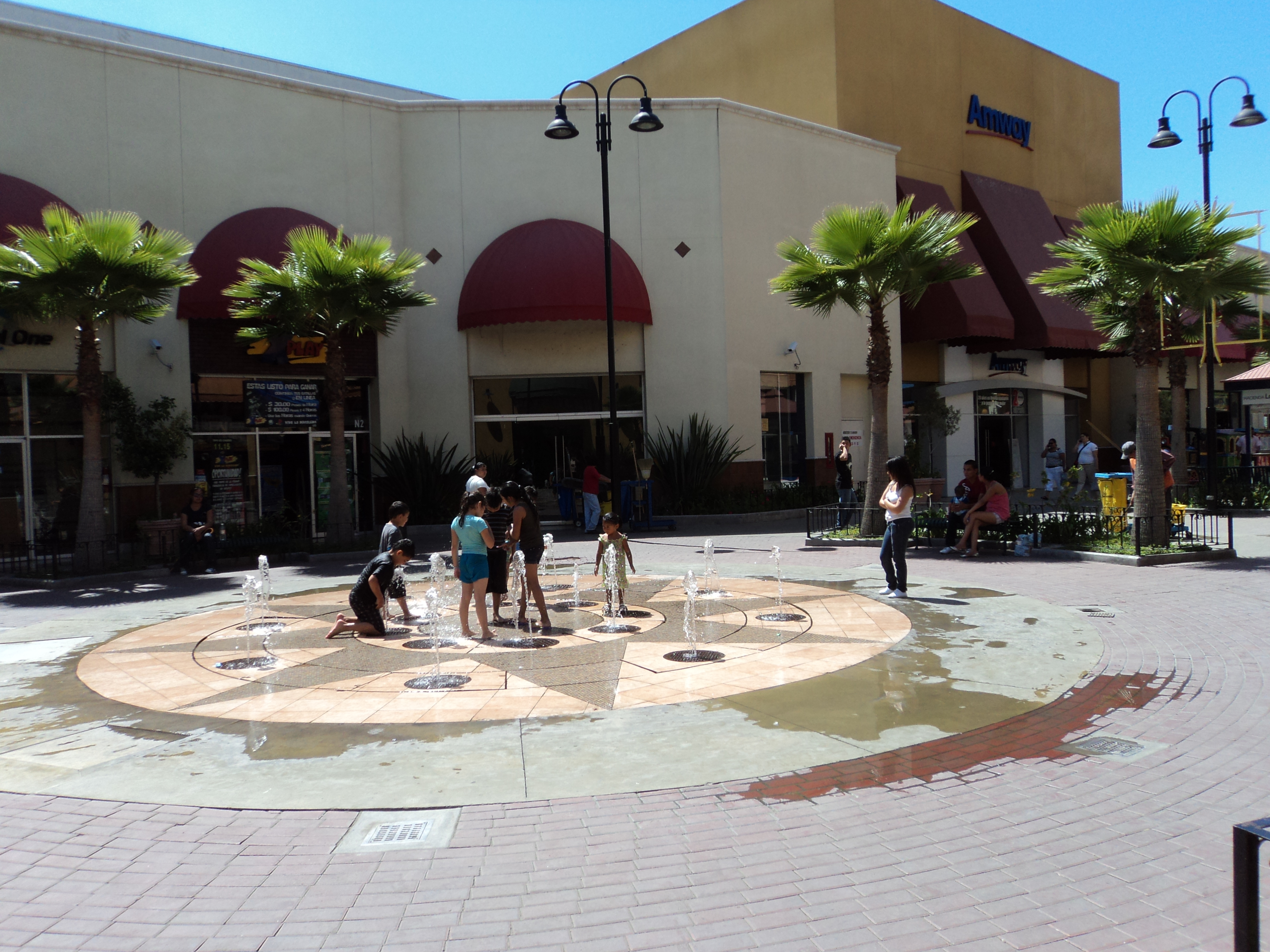
Centro comercial Macroplaza, una de mayor importancia en la ciudad

- Cinépolis Plaza Carrousel
- Cinemex Mundo Divertido
- Cinemex Península
- Cinemex Macroplaza
- Sala 3D CEART
- Sala Museo El Trompo
- Centro Teatral Camafeo

### Zonas comerciales
Es la actividad comercial una de las principales actividades económicas de la delegación hay comercios en prácticamente las vialidades principales, una gran cantidad de negocios formales y los llamados Swap Meet. También se concentran algunos centros comerciales, conocidos como “plazas”. 
- Plaza Carroussel
- Plaza Las Brisas
- Macroplaza Insurgentes
- Plaza Mundo Divertido
- Mercado de Todos
- Swap Meet Siglo XXI
- Plaza Península

## Movilidad

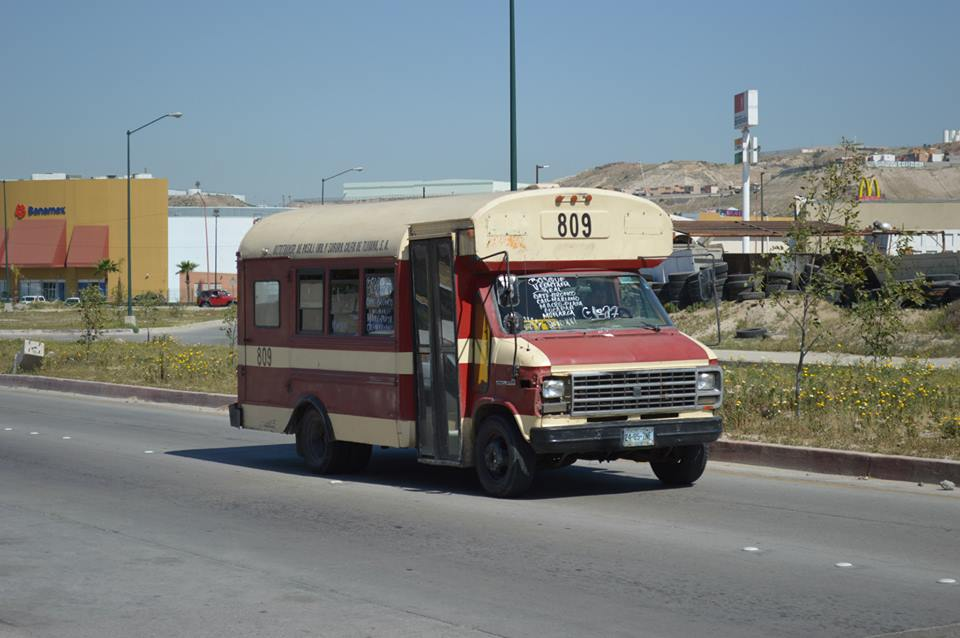
Calafias, unidades de transportes que circulan en gran parte de Tijuana

### Transporte
Al ser una de las delegaciones más densamente pobladas, gran parte de las empresas transportistas atraviesan la delegación o bien, tienen sus bases de ruta. Algunos taxis operan desde algunas vialidades cercanas a la zona conocida como 5 y 10. Desde esa zona parten gran cantidad de rutas con destino hacia la zona sur y este de la ciudad.  La línea 1 de la Ruta Troncal atraviesa la delegación por los principales puntos de interés. La línea Aguacaliente, con autobuses negros, corren desde la Zona Centro hasta La Presa.  

### Vialidades
Las principales vialidades de la delegación son las vías rápidas, el Blvr. Díaz Ordaz, Blvr. Federico Benítez, Blvr. Insurgentes, Blvr. Lázaro Cárdenas y la  Av. Alba Roja. Además, se cuenta con una ciclovía paralelo al Bulevar Benítez.